# Judit con la cabeza de Holofernes

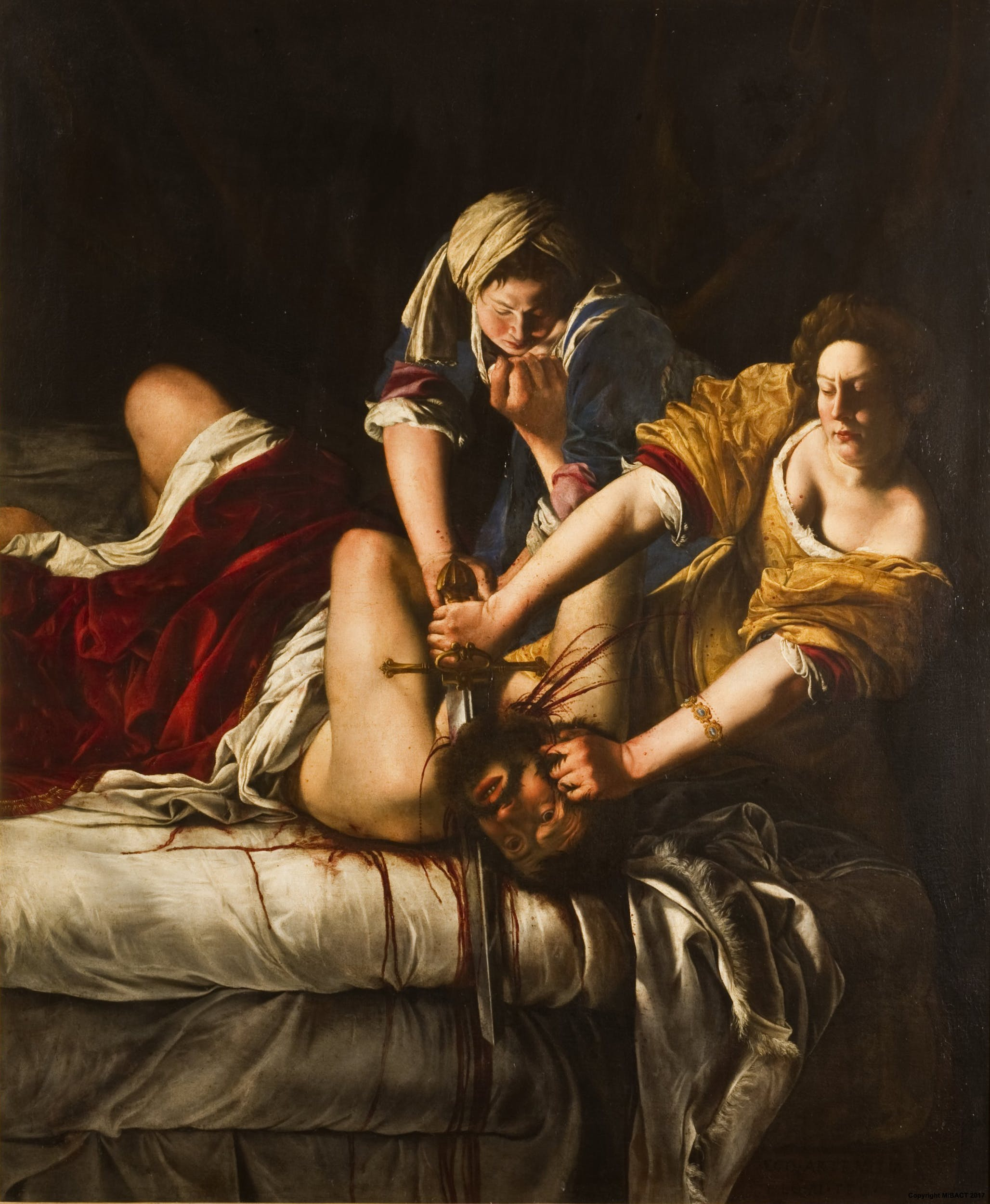
Judith decapitando a Holofernes, de Artemisia Gentileschi, 1614–1618.

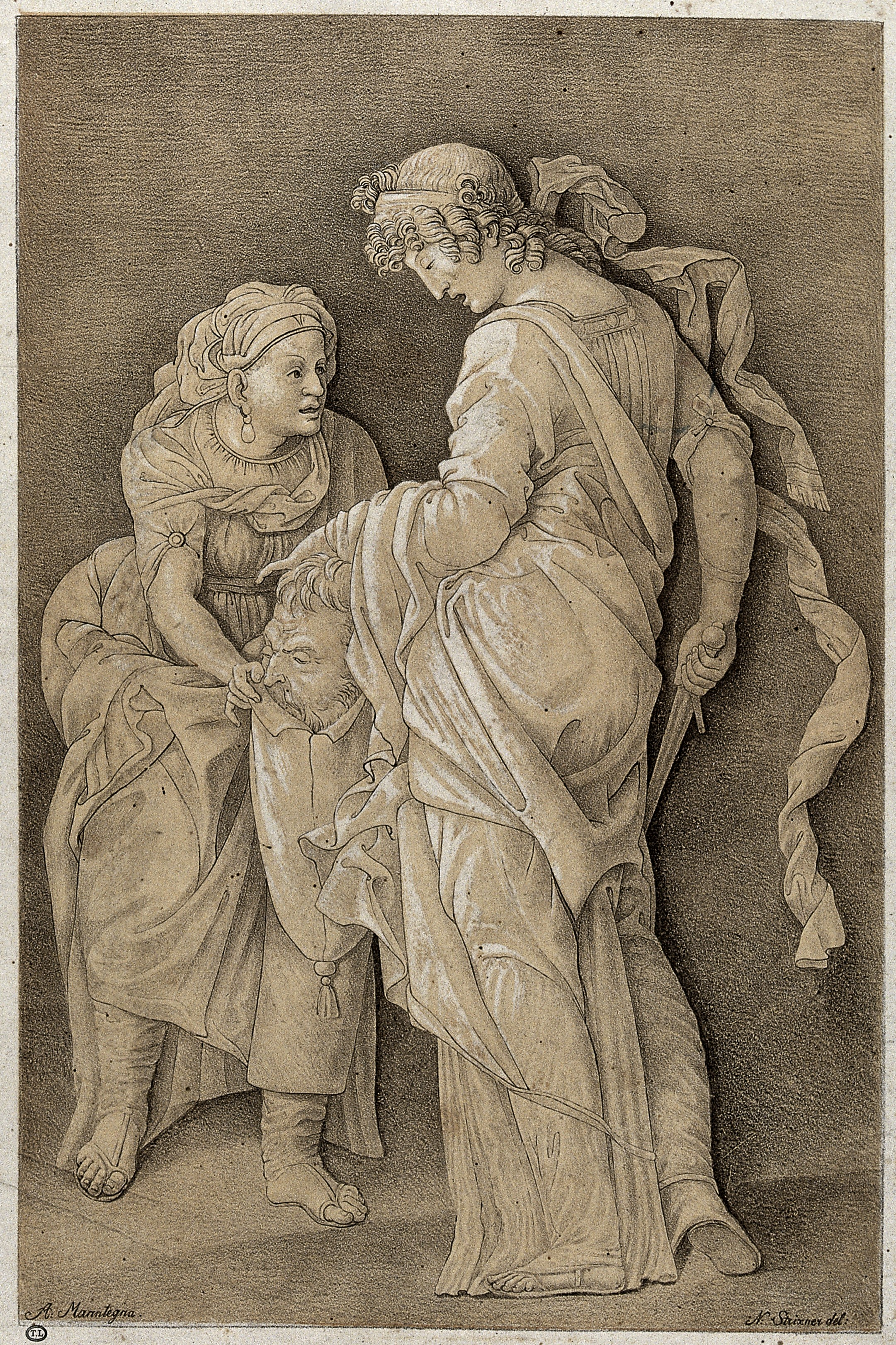
Judith pone la cabeza de Holofernes en una bolsa, grabado de Johann Nepomuk Strixner (primera mitad del siglo XIX) sobre un dibujo de Andrea Mantegna (1491).

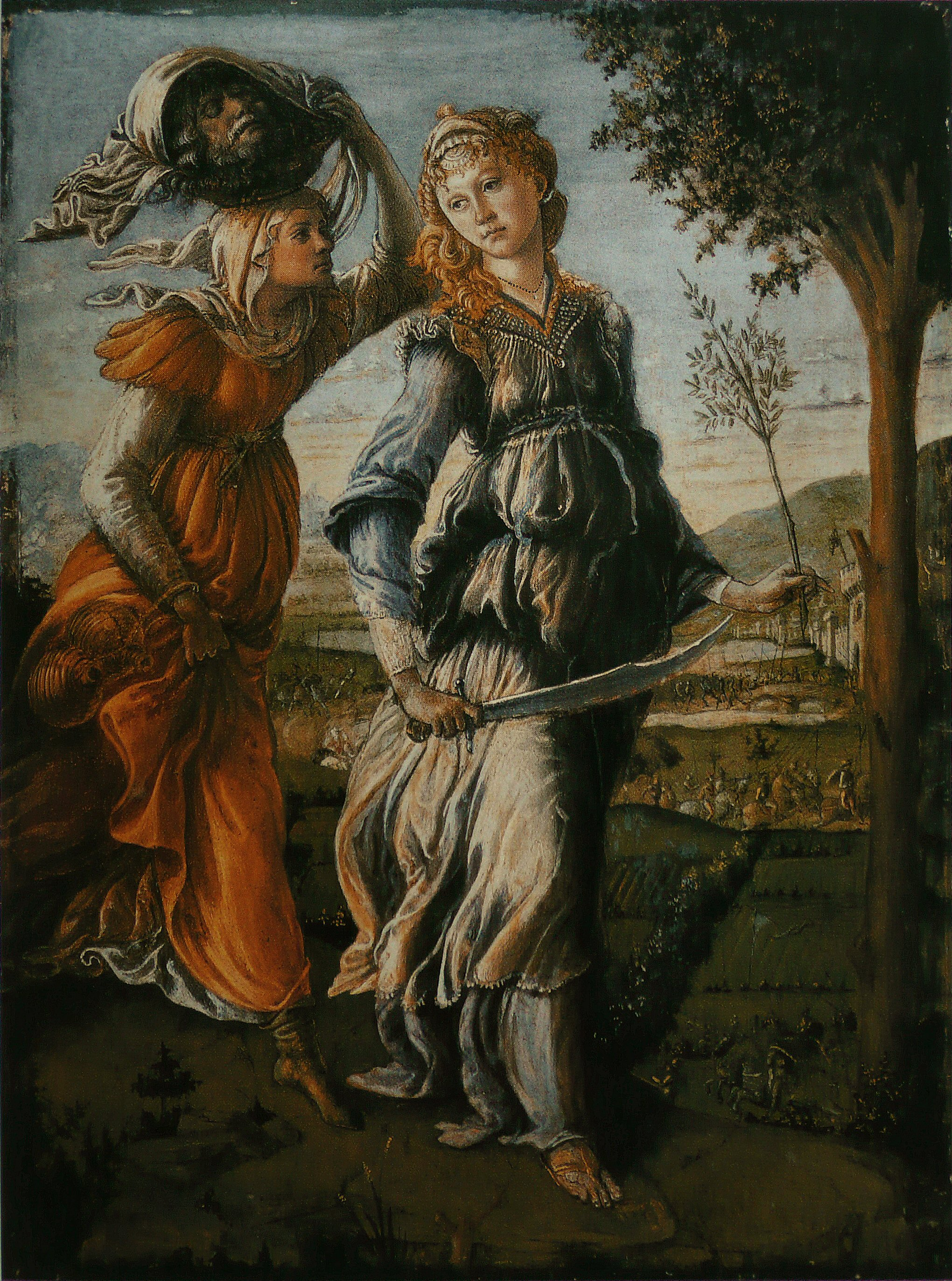
Retorno de Judith a Betulia, de Sandro Botticelli, 1470.

Judith con la cabeza de Holofernes o decapitando a Holofernes es un episodio bíblico y un tema relativamente frecuente en el arte cristiano.
Aparece en el Libro de Judith  (El Parnaso), uno de los deuterocanónicos; y ha sido representado en más de 114 pinturas y esculturas.
Judith, una bella viuda judía de la que está prendado Holofernes, el general asirio que está a punto de destruir la ciudad de Betulia, entra con él en su tienda y, aprovechándose de que ha quedado inconsciente por haber bebido en exceso, le decapita con su propia espada y huye llevándose la cabeza en una cesta, bolsa o alforja. En las representaciones artísticas suele aparecer la figura de una vieja criada ayudando a Judith.
Los artistas han escogido entre dos posibles escenas: la de la decapitación, con Holofernes yaciendo en una cama, o la de la heroína llevándose la cabeza. Una vidriera de comienzos del siglo XVI narra la historia de forma secuencial, representando dos escenas: en la primera y mayor Judith y Holofernes festejan en un banquete; en la segunda y menor Judith y la criada llevan la cabeza de Holofernes en un saco, dejando el cuerpo decapitado atrás. Boticelli había representado las Historias de Judith en un díptico que muestra dos escenas simultáneas: el Regreso de Judith a Betulia y el Descubrimiento del cadáver de Holofernes. Más prolija es la selección de escenas de las vidrieras de la Sainte Chapelle de París (siglo XIII) o de una serie de tapices flamencos de la segunda mitad del siglo XVI (iglesia de San Nicolás de Burgos), que narra la totalidad de la historia en diez obras: El ejército de Nabucodonosor, El avance del ejército asirio, Escena bélica, Llega la guerra a Judá, Judith ante Holofernes, El banquete de Holofernes, La decapitación de Holofernes, Regreso a Betulia y Judith muestra la cabeza de Holofernes.
La utilización de la figura de la criada es un útil recurso iconográfico para distinguir el tema de otro similar: el de Salomé con la cabeza del Bautista, en el que la mujer (perversa en ese caso) debe aparecer sola, o ante el rey Herodes; además en ese caso la cabeza del Bautista se exhibe en una bandeja plateada. También hay una tradición de representación, en el arte del Norte de Europa, en la que Judith cuenta con una criada y con otra figura que carga con la cabeza; lo que mereció atención del iconógrafo  Erwin Panofsky, como un ejemplo de la complejidad de su campo de estudio. En el Renacimiento nórdico el tema es un ejemplo común de "mujer poderosa" o "mujer fuerte". La feminidad sexualizada o erotizada de Judith es de interés para muchos artistas y tratadistas, especialmente por su combinación problemática con la violencia masculinizadora (en algunos casos interpretada como "castradora") y por su relativa ambigüedad moral (es una heroína propuesta como modelo de comportamiento, aunque obtiene su victoria con sus "armas de mujer" a través del engaño, aprovechando los vicios del enemigo en contra de éste). Judith es una de las "mujeres virtuosas" que Van Beverwijck menciona en su apología de la superioridad de la mujer sobre el hombre (1639).

## Arte paleocristiano
El Libro de Judith fue aceptado por San Jerónimo para ser incorporado a la Vulgata; a partir de entonces se usó la imagen de Judith entre las de otras mujeres de los relatos bíblicos. En el arte paleocristiano estas representaciones distaban mucho de ser violentas o sexualizadas, sino más bien un tipo de virgen orante, una figura que pisa a Satán.

## Románico y gótico
|  |  |  |

## Renacimiento y manierismo
|  |  |  |  |

La escultura en bronce de Donatello posee un subtexto alegórico de lectura inmediata para la Florencia del Quattrocento: el valor de la libertad de la comuna medieval contra la tiranía.

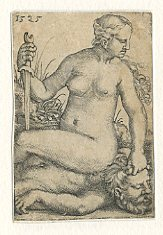
Grabado de Barthel Beham, 1525.

En el Renacimiento final, el tema cambia considerablemente, un cambio que ha sido descrito como una "caída de la Gracia", en que la figura de Judith se aleja de las mujeres virtuosas (ejemplificadas en María) para acercarse a las perversas (ejemplificadas en Eva). Las imágenes de Judith en el Renacimiento inicial y pleno tendían a ser completamente vestidas y des-sexualizadas; además de la de Donatello, así es la de Botticelli, la de Mantegna y la de Miguel Ángel. En el Renacimiento tardío o Manierismo, como es el caso de Lucas Cranach el Viejo, de cuyo taller salieron al menos ocho Judiths, se muestra más sexualizada, como una "seductora-asesina". "Sus propios vestidos han sido introducidos en la iconografía para tensar su castidad, cargándola sexualmente, exponiendo la ensangrentada cabeza al espectador impactado pero fascinado". Esta transición puede encontrarse en la Judith de Giorgione (c. 1505): "Giorgione muestra la instancia heroica, el triunfo de la victoria por Judith pisando la cabeza cortada y caída de Holofernes. Pero el emblema de la Virtud se desvirtúa con la pierna desnuda que aparece a través de la especial abertura del vestido, que evoca erotismo, indica ambigüedad y con ello se convierte en una primera alusión a la futura evolución de Judith desde María hasta Eva, desde la guerrera a la femme fatale".
Especialmente en el arte alemán se desarrolló un vivo interés en las "mujeres fuertes" y las heroínas, que equilibraban el tratamiento de los héroes varones. Los temas que combinaban sexo y violencia se hicieron muy demandados entre los coleccionistas. Como Lucrecia, Judith se convirtió en el tema de un desproporcionado número de grabados de los "viejos maestros" (old master prints), en algunos de los cuales aparece desnuda. Barthel Beham grabó tres composiciones sobre el tema; y otros de los Kleinmeister (Little Masters, "pequeños maestros") lo hicieron aún más veces. Jacopo de' Barbari, Girolamo Mocetto (sobre un diseño de Andrea Mantegna), y Parmigianino también realizaron sus propias versiones.

## Barroco
|  |  |  |

Judith siguió siendo un tema popular en el periodo barroco. A comienzos del siglo XVII las imágenes comenzaron a tomar un carácter más violento "y Judith se convirtió en un personaje amenazante para el artista y el espectador". Pintores italianos, como Caravaggio, Leonello Spada y Bartolomeo Manfredi representaron el tema; y entre los artistas del Norte de Europa estuvieron Rembrandt, Peter Paul Rubens y Eglon van der Neer. La influyente composición deCristofano Allori (posterior a 1613), de la que hay varias versiones, copiaba el concepto del David con la cabeza de Goliath de Caravaggio; la cabeza de Holofernes es un retrato del artista, Judith es su examante, y la sirvienta su madre. En la pintura de Artemisia Gentileschi conservada en Nápoles se demuestra su conocimiento de la de Caravaggio fechada en 1612; como Caravaggio, escoge mostrar el crítico momento de la decapitación. Una composición diferente conservada en el Palazzo Pitti de Florencia muestra una escena más tradicional: el momento en que se deposita la cabeza en una bolsa.
Muchas de estas obras son resultado del patronazgo privado, pero otras pinturas y ciclos de gran importancia fueron encargos eclesiásticos, que parecen promover una nueva lectura alegórica de la historia: la derrota de la herejía protestante. En el contexto de la Contrarreforma, muchas imágenes (como un ciclo de frescos del Palacio de Letrán encargado por Sixto V y diseñado por Giovanni Guerra y Cesare Nebbia) "proclama su apropiación retórica por la iglesia católica o la Contrarreforma contra las herejías del protestantismo. Judith salva a su pueblo vengándose de un adversario que describe no solo como un pagano sino como todos los no creyentes (Jdt 13:27); lo que la convierte en un agente ideal de propaganda anti-herética."
Cuando Rubens comenzó a encargar reproducciones impresas de su obra (1606-1610), la primera fue un grabado de Cornelius Galle el Viejo de factura "algo torpe". Otras se encargaron a otros artistas, como Jacques Callot.
En el primer tercio del siglo XVIII, Giulia Lama elige un momento peculiar: no el de la decapitación, sino el inmediatamente anterior, cuando, ya con Holofernes inconsciente y a su merced, Judith levanta sus ojos al cielo en oración (¡Fortaléceme en esta hora, Dios de Israel!).

Giulia Lama, ca. 1730, Galería de la Academia de Venecia.

## Edad Contemporánea
|  |  |  |  |

La naturaleza excitante y alegórica del tema continuó inspirando a los artistas. A finales del siglo XIX, Jean Charles Cazin realizó una serie de cinco pinturas sobre el relato, que culminaba en un final convencional, al gusto de la moral victoriana: Judith, "en su honrosa ancianidad... hilando sentada en su casa".
Dos notables obras de Gustav Klimt tratan el tema: Judith I en 1901 (una onírica y sensual mujer de abiertas vestiduras), y  Judith II en 1909 ("menos erótica y más atemorizadora"). Las dos "sugieren" una "crisis del ego masculino ..., fantasías temerosas y violentas, mezcladas con un concepto erotizado de la muerte que mujer y sexualidad despiertan en al menos algunos hombres del cambio de siglo" (en el contexto de la Viena de la Sezession, contemporánea de Sigmund Freud).
La desnudez de Judith es una constante en las obras de la época. La Judith de Franz Stuck (1928) aparece como "la liberadora de su pueblo", de pie, desnuda y sosteniendo una espada, junto al lecho sobre el que Holofernes yace medio cubierto por una tela azul. Donde el texto bíblico la presenta como temerosa de Dios y casta, "la Judith de Franz von Stuck se convierte, en su deslumbrante belleza, en el epítome de la seducción depravada".
En 1997, los artistas rusos Vitaly Komar y Alexander Melamed produjeron un Judith en la Plaza Roja con "Stalin en el papel de Holofernes, conquistado por una joven rusa que contempla su severa cabeza con una mezcla de curiosidad y satisfacción". En 1999, la artista estadounidense Tina Blondell pinta una a Judith en acuarela; su I'll Make You Shorter by a Head está explícitamente inspirada en la Judith I de Klimt, parte de una serie de pinturas llamada Fallen Angels.
Como parte de su primera serie de retratos de mujeres An Economy of Grace, el artista estadounidense Kehinde Wiley representa a Judith como una afroamericana, descalza y vistiendo un traje de Givenchy. Típica de su estilo, la Judith de Wiley está rodeada de un marco de flores de colorido brillante, que desvía la atención de la sombría cabeza andrógina y blanca que sostiene.

## Obras

### Escultura
- Judith y Holofernes (Donatello)

### Intarsio
- Historias de Judith (Francesco di Giorgio), pavimento de la catedral de Siena, de Francesco di Giorgio, ca. 1500.[39]

### Pintura
- Judith y Holofernes (Mantegna); Andrea Mantegna realizó al menos tres versiones:

- Judith y Holofernes (Mantegna, Washington) (National Gallery of Art, Washington)
- Judith y Holofernes (Mantegna, Dublín) (National Gallery of Ireland, Dublín)
- Judith y Holofernes (Mantegna, Montreal) (Museum of Fine Arts, Montreal)

- Judith y Holofernes (Botticelli); Sandro Botticelli realizó al menos dos versiones:

- Historias de Judit (díptico, conservado en la Galeria degli Uffizi de Florencia, con las escenas del descubrimiento del cadáver de Holofernes y de la marcha de Judith y la sirvienta hacia Betulia)
- Judith con la cabeza de Holofernes (Boticelli), conservado en el Rijksmuseum

- Judith con la cabeza de Holofernes (Giorgione)[43] (Giorgione), caractrizado por la pose, en la que la pierna que pisa la cabeza de Holofernes sale del vestido, insinuando la desnudez, es similar a la de un anónimo de la escuela de Siena[44] conservado en el Palazzo Chigi-Saracini[45]
- Judith y Holofernes (Tiziano); Tiziano realizó al menos tres versiones del tema:

- Justicia (Tiziano), un fresco alegórico en la fachada del Fondaco dei Tedeschi de Venecia, ca. 1508.
- Judith y Holofernes (Tiziano, Madrid), ca. 1552-1555
- Judith con la cabeza de Holofernes (Tiziano, Detroit), ca. 1565

- Judith y su criada con la cabeza de Holofernes (Correggio)[49] (Correggio)
- Judit y Holofernes (Caravaggio)
- Judith y Holofernes (Gentileschi); Artemisia Gentileschi realizó al menos cuatro obras (dos versiones de cada parte del tema):

- Judit decapitando a Holofernes (Gentileschi, Nápoles)
- Judit decapitando a Holofernes (Gentileschi, Florencia)
- Judit y su doncella (Gentileschi, Detroit)
- Judit y su doncella (Gentileschi, Florencia)

- Judith y Holofernes (Rubens); Rubens realizó varias versiones del tema.
- Judith decapitando a Holofernes (Finson)[50] (Ludovicus Finsonius)
- Artemisa (Rembrandt), cuya atribución de tema ha sido revisada, considerándose en la actualidad una Judith en el banquete de Holofernes
- Triunfo de Judith (Luca Giordano)[51] (Lucas Jordán)
- Judith y Holofernes (Goya)
- Gustav Klimt realizó al menos dos versiones del tema:

- Judith I
- Judith II 

- Judit con la cabeza de Holofernes (Lavinia Fontana)

También aparece la escena como parte de grandes frescos con múltiples temas:
- Bóveda de la Capilla Sixtina (Miguel Ángel)[53]
- La Asunción de la Virgen (Correggio)

### Literatura
- Aelfrico hacia el año 1000 compuso en lengua anglosajona y prosa aliterada una homilía sobre el tema de Judith.[54]
- El manuscrito Cotton (Codex Nowell), que contiene también el Beowulf, incluye una paráfrasis bíblica en verso,[55] también escrita en anglosajón.
- Lope de Vega (escribió un soneto sobre el tema: Al triunfo de Judith, el LXXVIII de Rimas humanas, 1602).[56]
- Felipe Godínez (discípulo de Lope, que escribió una obra de teatro sobre el tema, Judith y Holofernes).
- Diego Juan de Vera Tassis y Villarroel (escribió una obra de teatro sobre el tema, El triunfo de Judit y muerte de Holofernes, representada en el Cuarto de la Reina en 1688).
- Hans Sachs: Judith, die messig - Ballade (1531)[57]
- Joachim Greff:[58] Tragedia des Buchs Judith inn Deudsche Reim. Wittenberg 1536[59]
- Martin Luther: Vorrede auf das Buch Judith (1534, publicado por Manfred Vorkamm en Luthers Vorreden zu Bibel, Frankfurt, 1883).[60]
- Sixtus Birck:[61] Judith (1539)[62]
- Georg Wickram: Der trunkene Holofernes (1539)
- Samuel Hebel: Ein Spil von der Belegerung der Stadt Bethulia (1566)
- Cornelius Schonaeus:[63] Juditha (1592)
- Martin Behm:[64] Tragicomedia - Ein schön teutsch Spiel von Holoferne und der Judith (Wittenberg 1618)
- Martin Opitz: Judith (1635)
- Claude Boyer:[65] Judith - Tragédie en 5 actes (París, 1718)[66]
- Paul Duhamel: Béthule delivrée - Tragédie (París, 1772)
- Anónimo: Judith und Holofernes - Ein Drama in 5 Akten (Zerbst, 1818)
- Friedrich Hebbel: Judith[67] (1840)
- Johann Nepomuk Nestroy: Judith und Holofernes[68] (1849)
- Jean Giraudoux: Judith (París, 1931)
- Rosario Castellanos obra dramática Judith (1959)
- Howard Barker:[69] Judith: A Parting from the Body (1992)
- Damsi FigueroaDamsi Figueroa: poemario Judith y Eleofonte (1995)
- Claribel Alegría poema "Judith" del libro "Mitos y delitos" (1998)
- Fanny Campos : conjunto de poemas La judith de Artemisia en poemario Hystera/Hystrión (2015)

### Música

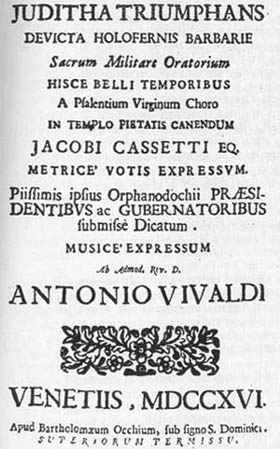
Juditha triumphans, de Vivaldi, Venecia, 1716

- Thomas Tallis: Spem in alium, motete (1570).[70]
- Alessandro Scarlatti: La Giuditta - Oratorio en dos partes (1695)
- Elizabeth Jacquet de la Guerre: "Judith" - Cantate nº 6 avec symphonie (1711)
- Georg Caspar Schürmann: L´Amor insanguinato oder Holofernes. Libreto de Joachim Beccau (1716)
- Antonio Vivaldi: Juditha triumphans devicta Holofernis barbarie, oratorio (1716)
- Francisco Antonio de Almeida: La Giuditta, oratorio (1726)
- Wolfgang Amadeus Mozart: La Betulia Liberata, oratorio. K. 118 (74c), (1771)
- Aleksandr Serov: Judith, ópera (1863–1865)[71]
- Emil Nikolaus von Reznicek: Holofernes, ópera (1923)
- Arthur Honegger: Judith - Cantique De Paques (1925)
- Eugène Aynsley Goossens: Judith - Oper in einem Akt. Libreto de Arnold Bennett (1927)
- Siegfried Matthus: Judith - Oper nach dem gleichnamigen Drama von Friedrich Hebbel und Texten aus Buchern des Alten Testaments (1979)
- Judith Holofernes es un grupo de Pop-Rock

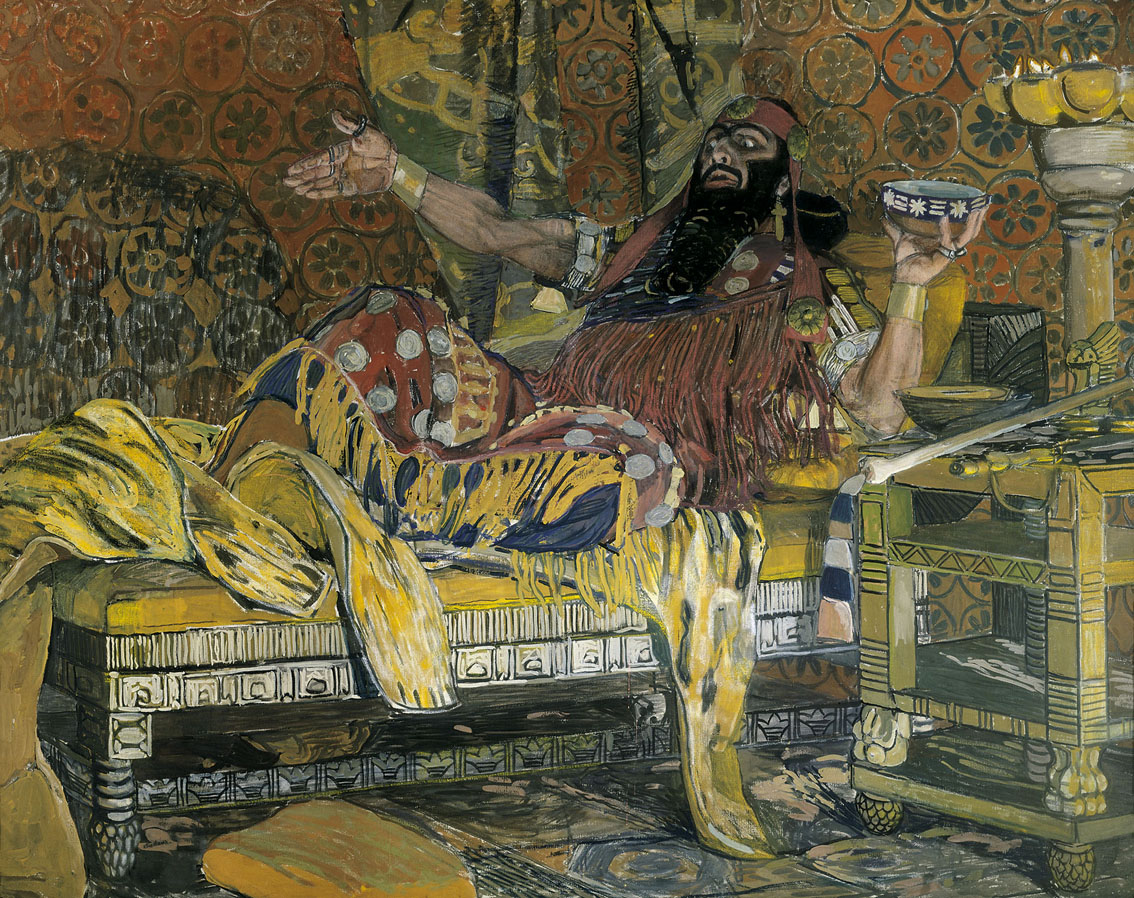
El cantante Fiódor Chaliapin caracterizado como Holofernes en la ópera de Serov. Pintura de Aleksandr Golovín, 1908.

### Cine
|  |  |

| Año  | Película                                                 | País            | Intérprete       | Director            | Formato      |
| ---- | -------------------------------------------------------- | --------------- | ---------------- | ------------------- | ------------ |
| 1914 | Judith of Bethulia /Her Condoned Sin /Judith de Bethulia | EUA             | Blanche Sweet    | D.W. Griffith       | Mediometraje |
| 1920 | Giuditta e Oloferne                                      | Italia          | Ileana Leonidoff | Aldo Molinari       | Largometraje |
| 1929 | Giuditta e Oloferne                                      | Italia          | Jia Ruskaja      | Baldassarre Negroni | Largometraje |
| 1959 | Giuditta e Oloferne /Judith y Holofernes                 | Italia, Francia | Isabelle Corey   | Fernando Cerchio    | Largometraje |
| 1961 | Judith                                                   | Argentina       | Violeta Antier   | David Stivel        | TV-Movie     |
| 1980 | Judita                                                   | Yugoslavia      | Dubravka Miletic | Marin Caricl        | TV-Movie     |
| 2007 | Judith                                                   | Canadá          | Annick Fontaine  | Eric Chaussé        | Cortometraje |